# Energa
Grupa Kapitałowa Energa – polska grupa kapitałowa zajmująca się wytwarzaniem, dystrybucją i sprzedażą energii elektrycznej, dostarcza prąd do około 2,7 mln odbiorców, co stanowi ok. 17-procentowy udział w rynku obrotu energii elektrycznej.

## Informacje ogólne
Grupa Energa jest trzecim pod względem wielkości operatorem systemu dystrybucyjnego w Polsce pod względem wolumenu dostarczanej energii. Grupa ma ponad 3 mln klientów. Sieć dystrybucyjna składa się z linii energetycznych o długości ponad 193 tys. km, obejmuje blisko 77 tys. km² – ok. 25 proc. powierzchni kraju.
W 2021 Grupa osiągnęła 14 mld zł przychodów i 937 mln zł zysku netto.
17 września 2019 grupa Energa jako pierwsza w Polsce pozyskała finansowanie w formule odnawialnego kredytu odpowiedzialnego społecznie (ang. ESG-linked loan), która uzależnia wysokość marży kredytowej od realizacji celów zrównoważonego rozwoju. Wysokość pozyskanych środków to 2 miliardy złotych, są przeznaczone m.in. na rozwój mocy wytwórczych odnawialnych źródeł energii.
Energa posiada obecnie trzy farmy wiatrowe o łącznej mocy 165 MW (farmy Bystra, Karcino, Karścino) oraz realizuje dwa projekty wiatrowe: Myślino i Parsówek.
Na terenach po kopalni Adamów w gminie Przykona powstaje farma wiatrowa o mocy 30 MW. W przyszłości planowana jest budowa elektrowni fotowoltaicznej i banku energii.
20 listopada 2019 PKN Orlen (3 lipca 2023 Polski Koncern Naftowy Orlen SA zmienił nazwę na Orlen SA.) złożył do UE wniosek o zgodę na przejęcie koncernu energetycznego Energa, a 31 marca 2020 uzyskał bezwarunkową decyzję Komisji Europejskiej w przedmiocie zgody na dokonanie koncentracji polegającej na przejęciu przez Spółkę kontroli nad Energa S.A. 20 kwietnia 2020 Ministerstwo Aktywów Państwowych poinformowało o zgodzie na sprzedaż akcji posiadanych przez skarb państwa spółce PKN Orlen, a do sprzedaży akcji posiadanych przez skarb państwa doszło 27 kwietnia 2020.

## Zarząd
Na podstawie materiału źródłowego
- Sławomir Staszak – prezes zarządu[15]
- Piotr Szymanek – wiceprezes zarządu[16]
- Magdalena Kamińska – wiceprezes zarządu[17]
- Michał Gołębiowski – wiceprezes zarządu[18]

## Historia
Grupa Energa została utworzona w wyniku konsolidacji Koncernu Energetycznego ENERGA SA z Zespołem Elektrowni Ostrołęka SA.
W lutym 2017 kierownictwo spółki zawierzyło przedsiębiorstwo „Bożej opatrzności i Matce Najświętszej Gromnicznej”. W związku z tym ze środków przedsiębiorstwa za mszę zapłacono co najmniej 12 tysięcy złotych, a za dary dla kościoła ponad 5 tysięcy złotych.

## Grupa kapitałowa
Najważniejsze spółki wchodzące w skład Grupy to:
- zarządzająca Energa SA
- Energa-Operator SA (dystrybucja energii elektrycznej[21]),
- Energa-Obrót SA (sprzedaż energii klientom indywidualnym i biznesowym, zakup energii elektrycznej i gwarancji pochodzenia od wytwórców w szczególności ze źródeł OZE[22]),
- Energa Elektrownie Ostrołęka SA

Energa Elektrownie Ostrołęka SA jest największym producentem energii elektrycznej i cieplnej w północno-wschodniej Polsce. Spółka jest pionierem w polskiej energetyce w zagospodarowaniu biomasy pochodzenia roślinnego. Dysponuje największą jednostką energetyczną w kraju w postaci kotła fluidalnego o mocy 35 MW.
- Energa Bio Sp. z o.o. (budowa biogazowni)[23],
- Energa Invest (realizacja przedsięwzięć mających na celu budowę nowych źródeł wytwarzania energii)[24],
- Energa-Oświetlenie,
- Energa Informatyka i Technologie Sp. z o.o.[25]
- Energa OPEC Sp. z o.o.
- Energa Wytwarzanie SA.

Oddziały Energa-Operator znajdują się w Gdańsku, Kaliszu, Olsztynie, Płocku, Koszalinie i Toruniu.
Spółka dostarcza energię elektryczną na obszarze północnej i środkowej Polski (75 tys. km² – blisko {\displaystyle {\tfrac {1}{4}}} powierzchni kraju), tj. na terenach województw: pomorskiego i części regionów warmińsko-mazurskiego, zachodniopomorskiego, wielkopolskiego, łódzkiego, mazowieckiego oraz kujawsko-pomorskiego.
Ogólne przychody grupy kapitałowej w roku 2012 wyniosły prawie 11,4 mld złotych, przychody ze sprzedaży wyniosły ponad 11 150 mln złotych.
W roku 2018 Energa wraz z Eneą rozpoczęły budowę Elektrowni Ostrołęka C, która od 2024 roku miała produkować energię elektryczną o mocy ok. 1000 MW. Szacunkowy koszt budowy miał wynieść 6 miliardów złotych. Inwestycję zawieszono w 2020 z powodu przewidywanej nierentowności. Poniesione w wyniku tej inwestycji straty Energi wyraziły się liczbą 876 mln zł wobec podawanych pierwotnie 473 mln zł.
Energa została sponsorem drużyn sportowych Energa AZS Koszalin, Gedania Gdańsk, Stoczniowiec Gdańsk, Lechia Gdańsk oraz Katarzynki Toruń. W grudniu 2019 roku spółka poinformowała, że przedłużyła umowę z Lechią Gdańsk na kolejny sezon. Współpraca została także poszerzona o wsparcie Akademii Lechii Gdańsk. Grupa Energa jest głównym sponsorem Lechii Gdańsk od 2016 roku.

## Lista prezesów
- Alicja Barbara Klimiuk (22 lipca 2006 – 2007)
- Mirosław Bieliński (2008 – 2015)
- Andrzej Tersa (kwiecień 2015 – grudzień 2015)
- Roman Pionkowski (grudzień 2015 – styczeń 2016)
- Dariusz Kaśków (styczeń 2016 – styczeń 2017)
- Jacek Kościelniak (styczeń 2017 – marzec 2017[30])
- Daniel Obajtek (2 marca 2017[31] – 5 lutego 2018)
- Alicja Barbara Klimiuk (6 lutego – lipiec 2018[32], p.o.)
- Arkadiusz Siwko (lipiec 2018[33])
- Alicja Barbara Klimiuk (31 lipca 2018 – czerwiec 2019, p.o.)
- Grzegorz Ksepko (p.o., czerwiec 2019 – grudzień 2019)
- Jacek Goliński (17 grudnia 2019 – 16 lipca 2021)
- Iwona Waksmundzka-Olejniczak (28 października 2021 – 8 kwietnia 2022, p.o. od 16 lipca 2021[34])
- Daniel Obajtek (21 kwietnia 2022 – 1 września 2022, p.o.)
- Zofia Paryła (1 września 2022 – 24 marca 2024)
- Michał Perlik (24 marca 2024 – 28 maja 2024, p.o.[35])
- Sławomir Staszak (od 4 listopada 2024[36], p.o. od 31 maja 2024[37])

## Zrównoważony rozwój
Grupa Energa konsekwentnie wzmacnia swoje zaangażowanie w obszarze ESG (Environmental, Social, Governance), co znajduje odzwierciedlenie w licznych wyróżnieniach i poprawie wskaźników.
Środowisko (Environmental)
Źródła energii: W 2023 roku 44% mocy zainstalowanej w aktywach wytwórczych Energi pochodziło z odnawialnych źródeł energii (OZE). Udział OZE w produkcji własnej wyniósł 46%, co wpisuje się w strategię Grupy ORLEN, ukierunkowaną na nisko- i zeroemisyjne źródła energii.
Emisje gazów cieplarnianych: Energa realizuje cele dekarbonizacji, zmniejszając zależność od paliw kopalnych. Aktualizacja Strategicznego Planu Rozwoju na lata 2024-2030 zakłada znaczący wzrost inwestycji w OZE, co przyczynia się do redukcji emisji CO₂.
System ekozarządzania: W październiku 2024 roku Energa przedłużyła na kolejny rok wpis do rejestru systemu ekozarządzania i audytu EMAS (Eco-Management and Audit Scheme). Grupa jest reprezentowana w EMAS przez 16 spółek, co stanowi największą reprezentację wśród polskich grup energetycznych.
Społeczeństwo (Social)
Zaangażowanie społeczne: Energa została wyróżniona w raporcie „Odpowiedzialny biznes w Polsce. Dobre praktyki” za pięć projektów związanych z zaangażowaniem społecznym i rozwojem społeczności lokalnej.
Wyróżnienia: W 2024 roku Energa otrzymała Biały Listek przyznawany przez tygodnik "Polityka", co świadczy o wdrażaniu istotnych elementów zarządczych związanych z obszarem ESG i ciągłym doskonaleniu działań na rzecz efektywnego zarządzania wpływem przedsiębiorstwa na otoczenie.
Ład korporacyjny (Governance)
Ratingi ESG: W 2023 roku Energa poprawiła wynik ratingu ESG o 2 punkty, osiągając 45 punktów. W 2024 roku agencja Sustainable Fitch przyznała Enerdze ocenę „2” w pięciostopniowej skali ESG Entity Rating, co stanowi wzrost o jedno miejsce w porównaniu do poprzednich lat.
Ranking ESG: W 18. edycji „Rankingu ESG. Odpowiedzialne zarządzanie” Energa utrzymała wysoką drugą pozycję w kategorii Liderzy branżowi „Paliwa, energetyka, wydobycie” oraz zajęła 15. miejsce w klasyfikacji generalnej, zdobywając 81 punktów na 100 możliwych.
Energa SA, jako jeden z kluczowych dostawców energii elektrycznej w Polsce, konsekwentnie realizuje strategię zrównoważonego rozwoju, kładąc nacisk na zwiększenie udziału OZE, redukcję emisji oraz zaangażowanie społeczne i transparentność w zarządzaniu.